# Lester Melrose
Lester Melrose (* 14. Dezember 1891; † April 1968) war ein US-amerikanischer Talent-Scout, einer der ersten Blues-Produzenten und Verleger.
Mit seinem Bruder führte Melrose einen Schallplattenladen in Chicago, als er 1923 Jelly Roll Morton kennenlernte. Melrose verkaufte seinen Anteil am Laden und wurde Plattenproduzent (A&R Manager). Sein erster großer Erfolg war It’s Tight Like That mit Tampa Red und Georgia Tom.
In den 1930ern arbeitete Melrose gleichzeitig für verschiedene Plattenfirmen, darunter RCA Victor, Bluebird Records, Columbia Records und Okeh Records. Zu den von ihm betreuten Künstlern zählten u. a. Joe „King“ Oliver, Big Bill Broonzy, Sonny Boy Williamson I., Memphis Minnie, Roosevelt Sykes, Lonnie Johnson, Big Joe Williams, Bukka White, Washboard Sam, Champion Jack Dupree, Jazz Gillum, Big Boy Crudup, Victoria Spivey und Leroy Carr.
Melrose gilt als einer der Begründer des Chicago Blues, obwohl er akustische Musik der elektrisch verstärkten vorzog. Die meisten der von ihm produzierten Aufnahmen hatten einen ähnlichen Sound. Muddy Waters, der von Melrose abgelehnt worden war, nannte diesen Sound „Sweet Jazz“. Vor dem Zweiten Weltkrieg beherrschte der „Melrose Sound“ den Chicago Blues. Nach dem Krieg wurde ein rauerer und härterer Blues populärer und beendete den Erfolg von Melrose.
Wie zu jener Zeit (nicht nur im Blues) üblich, ließ sich Melrose oft als Autor der Songs seiner Musiker führen und bezahlte die Künstler nur einmalig für die Aufnahme. Doch er bewies große Energie und sicheren Instinkt und produzierte einige fundamentale Bluesaufnahmen. Sein Name bleibt verbunden mit dem Reefer Head Blues, eingespielt von Jazz Gillum und Aerosmith, mit Me and My Chauffeur, aufgenommen von Memphis Minnie und Jefferson Airplane, sowie mit drei Stücken von Big Boy Crudup, die Elvis Presley zu Hits machte.
Lester Melrose wurde für seine Verdienste in die Blues Hall of Fame aufgenommen.
Sein Bruder Walter Melrose war Musikverleger und zeichnete als Autor einiger Hits der Original Dixieland Jass Band in den 1950ern, darunter High Society und Tin Roof Blues.
Ein weiterer Bruder, Franklyn Melrose (* 26. November 1907; † September 1941), war Jazz-Pianist, der als St. Louis Frank auftrat. Er starb bei einer Schießerei.